# 克魯斯 (塞阿臘州)
2°55′4″S 40°10′19″W / 2.91778°S 40.17194°W

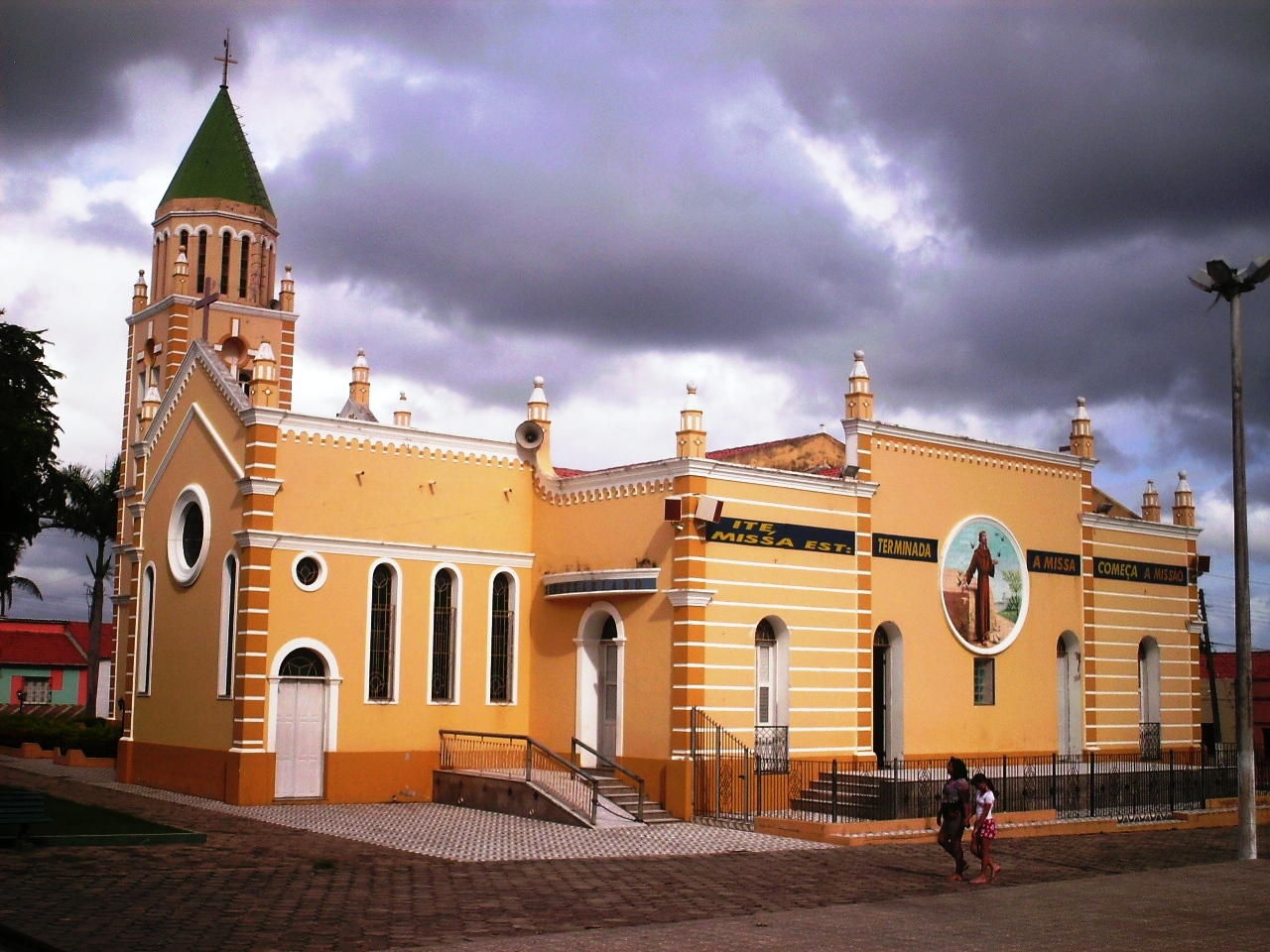
克魯斯當地的教堂

克魯斯（葡萄牙語：Cruz），是巴西的城鎮，位於該國東北部，由塞阿臘州負責管轄，處於阿卡拉烏河畔，始建於1985年1月14日，面積334,121平方公里，2010年人口22,479，人口密度每平方公里67.28人。